# Cecilia Gabriela
Cecilia Gabriela Vera Sandoval  (Mexikóváros, Mexikó, 1962. január 9. –) mexikói színésznő. Főként telenovellákban szerepel, de a színház világa sem idegen számára. Korábbi férjétől, Marco Uriel színésztől elvált.

## Filmográfia

### Film
- El Arrecife de los alacranes (1994)  .....  Mónica

### Telenovella
- Papás por conveniencia (2024) .... Pura
- A mostoha (2022) .... Emilia Zetina (Magyar hangja: Náray Erika)
- Mi marido tiene más familia (2018) .... Dr. Tania
- Mi adorable maldición (2017) .... Corina Pineda Vda. de Solona "Corinne"
- Ne hagyj el! (A que no me dejas) (2015–2016) .... Raquel de Fonseca (Magyar hangja: Náray Erika)
- Qué pobres tan ricos (2014) .... Rita de Escandiondas
- Mentir para vivir (2013) .... Lucina González
- Cachito de cielo (2012) ..... Isabel Obregón vda. de Gómez
- Como dice el dicho (2011–2013) ....
- Llena de amor (2010–2011) .... Camila "Muñeca" Rivero de Porta-Lopez
- Mindörökké szerelem (Mañana es para siempre) (2009)  .....  Altagracia Linares de Elizalde
- 12 mujeres en pugna (2009) ......
- Mujeres Asesinas 2 (2009) .....
- Los simuladores 2 (2009) ......
- Juro que te amo (2008–2009)  .....  Leonora Cassis de Lazcano
- Muchachitas como tú (2007) .... Verónica Vásquez
- Mujer, casos de la vida real (2007)..... Varios capitulos
- Heridas de amor (2006) ..... Bertha de aragón joven
- A mostoha (La madrasta) (2005) .....  Daniela Márquez de Rivero (Magyar hangja: Orosz Helga)
- Alegrijes y Rebujos (2003–2004)  .....  Mercedes de Domínguez # 2
- Niña amada mía (2003)  .....  Consuelo Mendiola de Izaguirre
- Así son ellas (2002–2003)  .....  Violeta Carmona
- Cómplices al rescate (2002)  .....  Regina Del Valle/Tania
- Carita de ángel (2000–2001) ...... Victoria
- El precio de tu amor (2000)  .....  Julia
- Vivo por Elena (1998)  .....  Consuelo
- Amada enemiga (1997)  .....  Cecilia
- Acapulco, cuerpo y alma (1995–1996)  .....  Cinthia
- Bajo un mismo rostro (1995)  .....  Magdalena
- Imperio de cristal (1994–1995)  .....  Esther Lombardo
- El Arrecife de los alacranes (1994) ..... Mónica
- La última esperanza (1993)  .....  Jennifer
- Valeria y Maximiliano (1991–1992)  .....  Dulce Landero
- Mi pequeña Soledad (1990)  .....  Clara
- Carrusel (1989–1990) .... Roxana
- El Pecado de Oyuki (1988)  .....  Yuriko
- Flor y canela (1988)
- Victoria (1987–88)  .....  Eloisa
- Vivir un poco (1985)  ..... María José
- Tú o nadie (1985)  ..... Titkárnő

### Egyéb sorozat
- Los simuladores (2009)
- Mujeres asesinas — Susana

## Színház
- 12 mujeres en pugna (2009)
- 7 mujeres (2011)[8]